# تيموثي كيهو
تيموثي كيهو (بالإسبانية: Timothy J. Kehoe)‏ هو اقتصادي مكسيكي، ولد في 13 يونيو 1953.